# Das Interview
Das Interview, auch bekannt als Interview – Nächtliche Geständnisse, ist ein niederländisches Filmdrama von Theo van Gogh aus dem Jahr 2003. Der vorletzte Film des Filmemachers wurde 2007 unter der Regie von Steve Buscemi mit dem Titel Interview neu verfilmt.

## Handlung
Der Journalist Pierre Peters wird dazu verpflichtet, ein Interview mit der Soap-Darstellerin Katja Schuurman (die sich im Film selbst spielt) zu führen. Peters ist frustriert, als Politik-Journalist und ehemaliger Kriegsberichterstatter hat er für das TV-Sternchen nur Verachtung übrig. Durch den Interview-Termin wird er zusätzlich an der für ihn viel relevanteren Berichterstattung über den gleichzeitig stattfindenden Rücktritt der niederländischen Regierung gehindert.
Die Schauspielerin, die vor allem durch äußere Qualitäten zu Bekanntheit gekommen ist, begegnet umgekehrt dem Reporter mit Abneigung. Erwartet hat sie einen gelangweilten Kulturredakteur, der seine Standardfragen zu Ruhm und Liebesleben abarbeitet. Sie begegnet nun ihrerseits dem von ihr als arrogant empfundenen Pierre, der noch nicht mal ihre TV-Rollen kennt, zynisch und aggressiv. Das Gespräch könnte schnell zu Ende sein, doch es entwickelt sich zu einer verbalen Zimmerschlacht zweier hochintelligenter Medienmenschen. Beiden sind alle Mittel der Lüge, der Täuschung, des Vorspiegelns recht, um die eigene Rolle in der Mediengesellschaft zu rechtfertigen. In ihren gegenseitigen Angriffen und intimen Geständnissen sind Wahrheit und Lüge nicht mehr zu unterscheiden, so wenig wie echtes Gefühl und seine Vortäuschung. Die beiden Personen kommen sich extrem nahe und werden gleichzeitig unerbittliche Feinde.

## Hintergrund
Obwohl die dargestellten Charaktere denselben Namen beziehungsweise Vornamen wie die Schauspieler haben und der Drehort Katja Schuurmans eigene Wohnung war, handelt es sich hier um ein fiktives Werk.
Van Gogh plante eine Adaption des Werkes für den US-amerikanischen und indischen Markt, obwohl der Film nur etwa 8.000 Besucher hatte. Für die US-Adaption war in der Hauptrolle Madonna vorgesehen. Nach van Goghs Tod wurden die Produzenten Gijs van de Westelaken und Bruce Weiss diesem Wunsch zumindest teilweise gerecht, indem sie drei Filme van Goghs in den USA neuverfilmten. Neben dem Buscemi-Film Interview (2007) entstand 2008 ein Remake von Blind Date mit Stanley Tucci. Eine Neufassung von 06 soll die Reihe abschließen.
Die Figur des Bosnien-Kriegsberichterstatters Pierre und der Kabinettsrücktritt, den Pierre als Reporter verpasst, verweisen auf eines der größten politischen Traumata der Niederlande: Während des Bosnienkrieges waren es niederländische UN-Soldaten, die 1995 dem Massaker von Srebrenica an mehr als 8.000 Muslimen in Srebrenica tatenlos zusehen mussten. Ein Untersuchungsbericht warf der politischen und militärischen Führung 2002 vor, die niederländische Armee habe „unbeabsichtigt ethnische Säuberung“ unterstützt. Daraufhin trat 2002 die niederländische Regierung zurück. Gleichzeitig entwickelten sich die Niederlande in den 1990er Jahren zu einem der größten Produzenten der TV-Unterhaltung, vor allem durch die Firma endemol. Katja Schuurman steht als Figur wie als Darstellerin für diese andere prägende Seite der niederländischen Gesellschaft der 1990er Jahre.

## Bühnenfassung
Die Bühnenfassung von van Goghs Das Interview wurde am 28. Mai 2003 am Tuschinski-Theater in Amsterdam uraufgeführt, die Uraufführung der deutschen Fassung fand am 17. Februar 2006 im Künstlerhaus Mousonturm statt.

## Kritiken
„Kluge Moralstudie, schroff und scharf“, urteilte TV Spielfilm. Das Lexikon des internationalen Films bezeichnete den Film als „Drama, das geschickt die Grenzen zwischen Realität und Fiktion vermischt, unter anderem in der Besetzung der weiblichen Hauptrolle mit einem echten Soap-Star“.